# Lactobacillus rimae
Lactobacillus rimae è una specie di batterio appartenente alla famiglia delle Lactobacillaceae.